# Andy Cès
Andy Cès (Savigny-sur-Orge, 3 de julho de 1982) ex-voleibolista indoor e jogador de vôlei de praia francês que representando a seleção na modalidade indoor conquistou a medalha de bronze na edição do Campeonato Europeu Juvenil de 2000 na Itália, além de ser semifinalista na Universíada de Verão de 2003 na Coreia do Sul. No vôlei de praia sagrou-se medalhista de ouro na Continental Cup de 2010 na França,

## Carreira
A trajetória inicia no voleibol indoor quando ingressou em 1998 nas categorias de base do Centre National de Volley-Ball tendo passagens também pelo Montpellier Volley UC, Agde Volley-Ball, Spacer's Toulouse Volley, neste último na jornadas esportivas de 2002-3 e 2003-04.
Representou a Seleção Francesa. categoria juvenil, na edição do Campeonato Europeu Juvenil de 2000 na Catânia, Itália  e o sétimo lugar na edição do Campeonato Mundial Juvenil de 2001 em Wrocław.Competiu pela seleção universitária em 2003 na edição da Universíada de Verão em Daeguna qual finalizou na quarta posição
Em 2005 quando estava vinculado ao Rennes Étudiants Club foi convocado para seleção novamente alcançando o sexto lugar na edição dosJogos do Mediterrâneo em Almería, e disputou a edição da Universíada de Verão em Izmir, atuando na posição de Ponta, trazendo como resultado até este período: oitava posição na Campeonato Francês (Pro A) de 2005 e sagrou-se campeão do Campeonato Frances Universitário de 2003.Na jornada 2005-06 ainda Atuou pela equipe do UVB Narbonne, após lesões decidiu migrar para o vôlei de praia e estreou ao lado de Quentin Marion no Circuito Mundial de Vôlei de Praia em 2006 quando finalizaram na quinquagésima sétima posição no Aberto de Marseille, em seguida no quadragésimo primeiro posto no Aberto de São Petersburgo, no Grand Slam de Paris e também no Aberto de Stare Jablonki, e com Adriano Caravano finalizou na décima terceira posição na Etapa Challenger de Cagliari.
Na temporada de 2007 do Circuito Mundial de Vôlei de Praia passou atuar com seu irmão Kevin Cès, e alcançaram quadragésima primeira posição no Aberto de Zagreb e no Grand Slam de Klagenfurt, também a trigésima terceira posição nos Grand Slam de Xangai, Roseto degli Abruzzi e São Petersburgo, mesma posição obtida também no Grand Slam de Stavanger, o vigésimo quinto posto nos Aberto de Manama, Montreal, Kristiansand, Stare Jablonki e Fortaleza,, mesmo feito obtido nos Grand Slams de Berlim e Paris, tendo a décima sétima posição como melhor resultado no Aberto de Marseille.
Pelo Circuito Europeu de Vôlei de Praia de 2008 (Másters da Espanha) disputou ao lado de seu irmão e alcançaram a nona posição na etapa de Gran Canaria, conquistando a medalha de prata na etapa de Lucerna, também terminou em nono lugar na etapa de Blackpool e o vigésimo quinto lugar na etapa final realizada em Hamburgo.
Já pelo Circuito Mundial de 2008 continuou formando dupla com seu irmão Kevin, e alcançaram os seguintes resultados: décimo sétimo posto nos Abertos de Adelaide e Praga, também no Grand Slam de Gstaad, vigésimo quinto lugar nos Abertos de Xangai, Roseto degli Abruzzi e Stare Jablonki, assim como nos Grand Slams de Paris e Stavanger, trigésimo terceiro lugar no Grand Slam de Moscou, nonas posições nos Abertos do Guraujá, Marseill e Kristiansand, sétimo posto nos Abertos de Barcelona e Sanya, quinta colocação no Aberto de Mallorca, quarto posto no Aberto de Dubai e o primeiro pódio com a medalha de prata no Aberto de Manama, sendo premiado como o jogador que mais evoluiu.
Já pelo Circuito Europeu (Másters)de 2009 conquistou o quinto lugar na etapa de Grand Canaria  e o quarto lugar na etapa de Blackpool.
Ao lado de Kevin Cès disputou a temporada de 2009 pelo Circuito Mundial de Vôlei de Praia, pontuando com o décimo sétimo lugares nos Abertos de Brasília e nos Grand Slams de Gstaad, Marseille e  Klagenfurt, décimo terceiro posto no Aberto de Stare Jablonki e Aland, nona posição no Aberto de Sanya e também na edição do Campeonato Mundial de Vôlei de Praia de 2009 realizado em Stavanger, além do quinto lugar no Grand Slam de Moscou e o quarto posto no Aberto de Kristiansand.Conquistaram a medalha de ouro na edição da Continental Cup de 2010 realizado em Montpellier .
No Circuito Mundial de Vôlei de Praia de 2010 ratificou a formação de dupla com seu irmão Kevi e alcançaram o quadragésima primeiro lugar no Grand Slam de Moscou, o trigésimo terceira colocação no Grand Slam de Stavanger, o vigésimo quinto lugar nos Abertos de Brasília e  Myslowice, além do Grand Slam de Roma, décima sétima posição no Grand Slam de Gstaad, Klagenfurt e Stare Jablonki, como também nos Abertos de Kristiansand e Marseille, também conquistaram os décimos terceiros lugares nos Abertos de Xangai e Haia, tendo o quinto lugar como melhor resultado no Aberto de Aland.
Novamente disputou os torneios do Circuito Mundial de Vôlei de Praia de 2011 ao lado de Kevin Cès,  finalizando no quadragésimo primeiro lugar no Grand Slam de Stavanger, no trigésimo terceiro lugar no Aberto de Aland, na edição do Campeonato Mundial de Vôlei de Praia de 2011 realizado em Roma, repetindo a colocação nos Grand Slams de Pequim, Gstaad, Stare,  Jablonki e Klagenfurt, além da vigésima quinta posição no Aberto de Brasília e Grand Slam de Moscou, obtendo o décimo sétimo posto nos Abertos de Xangai, Praga e Quebec e o décimo terceiro lugar nos Abertos de Haia e Agadir.
Completando a sexta temporada consecutiva ao lado de Kevin Cès disputou etapas do Circuito Mundial de Vôlei de Praia de 2012 obtendo o quadragésimo primeiro lugar nos Gran Slam de Xangai, Pequim, Moscou e Roma, trigésimo terceiro posto no Grand Slam de Gstaad, décimo sétimo posto no Aberto de Praga, décima terceira posição no Aberto de Brasília e o nono lugar obtido no Aberto de Myslowice.
A partir de 2013 mudou de parceria e competiu na temporada ao lado de Édouard Rowlandson, pontuando pelo Circuito Mundial de Vôlei de Praia deste ano com a vigésima quinta posição na Etapa Satélite de Antalya, no Aberto de Fuzhou e nos Grand Slams de Moscou e São Paulo, quadragésimo primeiro no Grand Slam de Xangai, trigésimo terceiro lugar no Grand Slam de Corrientes, décima sétima posição no Grand Slam de Long Beach e Xiamen, décima terceira colocação na Etapa Satélite de Lausana, nono lugar no Aberto de Durban, sétimo posto na Etapa Satelite de Vaduz e o quinto na Etapa Satélite de Montpellier.
Pelo Circuito Europeu de Vôlei de Praia de 2013 alcançou Édouard Rowlandsona vigésima quinta posição na etapa de Baden e o décimo sétimo lugar na etapa de Novi Sad, pelo Circuito Francês de Vôlei de Praia conquistou os títulos nas etapas da Ilha de Ré e Châtenay-Malabry.Desde 2013 é casado com a jogador de vôlei de praia e medalhista olímpica norte-americana Jennifer Kessy.
Em 2013 competiu ao lado de John Mayer nos torneios pela AVP (Associação de Vôlei Profissional Americana) alcançando o nono lugar no Aberto de Cincinnati e neste mesmo circuito atuou também em 2016 no Aberto de Manhattan Beach ao lado de Dylan Maarek e finalizaram no décimo sétimo lugar.

## Títulos e resultados
- Aberto de Manama do Circuito Mundial de Vôlei de Praia:2008[4]
- Aberto de Kristiansand do Circuito Mundial de Vôlei de Praia:2009[4]
- Aberto de Dubai do Circuito Mundial de Vôlei de Praia:2008[4]
- Etapa de Lucerna do Circuito Europeu de Vôlei de Praia:2008[6]
- Etapa de Blackpool do Circuito Europeu de Vôlei de Praia:2009[11]
- Etapa de Châtenay-Malabry do Circuito Francês de Vôlei de Praia:2013[4]
- Etapa da Ilha de Ré do Circuito Francês de Vôlei de Praia:2013[4]
- Universíada de Verão:2003[3]
- Campeonato Francês Universitário:2003[3]

## Premiações individuais
- Jogador que mais evoluiu do Circuito Mundial de Vôlei de Praia de 2008[9]